# Gifford Pinchot
Gifford Pinchot (Simsbury, Connecticut, 11 de agosto de 1865 - 4 de outubro de 1946), foi um engenheiro florestal e político norte-americano. É notado como governador da Pensilvânia por dois mandatos, como fundador e primeiro presidente do Serviço Florestal dos Estados Unidos, e como uma figura central no desenvolvimento do movimento conservacionista. A expressão "conservação", no contexto da proteção da natureza, lhe é creditada.

## Biografia
Era filho de James Pinchot e neto de Amos Eno. Estudou na Phillips Exeter Academy, na Universidade de Yale, e na École nationale du génie rural, des eaux et des forêts em França.
Foi o 4.º chefe da «Divisão Florestal» (Division of Forestry) do Departamento do Interior dos Estados Unidos de 1898 a 1905, sucedendo a Bernhard Fernow, e depois foi o primeiro presidente do Serviço Florestal dos Estados Unidos aquando da sua transformação a partir da Division of Forestry, cargo que ocupou até 1910.
Foi governador da Pensilvânia de 1923 a 1927 e de 1931 a 1935.

## Nota
- Este artigo foi inicialmente traduzido, total ou parcialmente, do artigo da Wikipédia em inglês cujo título é «Gifford Pinchot», especificamente desta versão.